# Oldenlandia multiglomerulata
Oldenlandia multiglomerulata är en måreväxtart som beskrevs av Charles-Joseph Marie Pitard. Oldenlandia multiglomerulata ingår i släktet Oldenlandia och familjen måreväxter. Inga underarter finns listade i Catalogue of Life.